# 田家大院
29°07′14″N 110°30′56″E / 29.12056°N 110.51556°E
田家大院，又称老院子位于中国湖南省张家界市永定区永定大道彭家巷，2006年被列为第八批湖南省文物保护单位，2013年被列为第七批全国重点文物保护单位。
老院子始建于清雍正年间，由田起瑗修建，是典型的毕兹卡（土家族）民居，原有160间房子，建筑面积达10000多平方米，因年久失修，现仅保存30间房子，建筑面积2000平方米。这里也是地质学家、中科院院士田奇镌的故居，朱镕基也曾在此读过书。